# Charimydas decoratus
Charimydas decoratus is een vliegensoort uit de familie Mydidae. De wetenschappelijke naam van de soort is voor het eerst geldig gepubliceerd in 1984 door Bowden.
De soort komt voor in India.